# Tetragnatha foai
Tetragnatha foai är en spindelart som beskrevs av Simon 1902. Tetragnatha foai ingår i släktet sträckkäkspindlar, och familjen käkspindlar. Inga underarter finns listade i Catalogue of Life.